# Mañana
Mañana - En go’ skånsk komedi är en svensk komedifilm från 2008 med regi och manus av Manuel Concha. I rollerna ses bland andra Francisco Sobrado, Hans-Christian Thulin och Alexandra Dahlström.

## Handling
Tjugotvååriga Marco har aldrig haft någon flickvän men när den äldre Ewa blir chef på ålderdomshemmet där han arbetar inleder de ett förhållande. Samtidigt har hans bäste vän Mattias varit tillsammans med Petra i sex år och känner sig instängd i deras förhållande. Han vill göra slut men vet inte hur han ska gå till väga.

## Rollista
- Francisco Sobrado – Marco
- Hans-Christian Thulin – Mattias
- Alexandra Dahlström – Petra
- Helena af Sandeberg – Eva
- Michael Segerström – Bertil, Evas pappa
- Ehsan Noroozi – Reza
- Oscar Moraga – Ramón, Marcos pappa
- Rosa Inzunza – Isabel, Marcos mamma
- Emilio Pizarro – Fernando
- Emma Pizarro – Daniela
- Robert Lillhonga – fotbollstränare
- Julius Kronberg – Filip

## Om filmen
Inspelningen ägde rum september-oktober 2007 i Malmö med Martin Jern och Emil Larsson som producenter och Concha som fotograf. Musiken komponerades av Felix Rodriguez och filmen klipptes av Anne Hovad Fischer och Concha. Den premiärvisades 23 november 2008 på en festival på biografen Skandia i Stockholm. Den hade biopremiär 8 maj 2009 och utgavs på DVD 7 oktober samma år. 7 februari 2010 visades den på Göteborgs filmfestival.

## Mottagande
Filmen har medelbetyget 2,5/5 på sajten Kritiker.se, som sammanställer recensioner av bland annat film, baserat på åtta recensioner. Till de mer positiva recensioner hörde Aftonbladet (3/5) och Svenska Dagbladet (3/6). Till de mer negativa hörde Dagens Nyheter (2/5), Moviezine (1/5) och Sydsvenskan (2/5).